# Тайлер, Беверли
Беверли Тайлер (англ. Beverly Tyler), имя при рождении Беверли Джин Сол (англ.  Beverly Jean Saul) (5 июля 1927 года — 23 ноября 2005 года) — американская актриса и певица, более всего известная по фильмам 1940—1950-х годов.
Среди лучших картин с участием Тайлер — «Лучшие ножки вперёд» (1943), «Зелёные годы» (1946), «Начало или конец» (1947), «Мой брат разговаривает с лошадьми» (1947), «Огненный шар» (1950), «Симаррон Кид» (1952), «Битва на перевале апачей» (1952), «Секреты Чикаго» (1957), «Остров вуду» (1957) и «Секреты Гонконга» (1958).

## Ранние годы и начало карьеры
Беверли Тайлер, имя при рождении Беверли Джин Сол, родилась 5 июля 1927 года в Скрэнтоне, штат Пенсильвания. Её отец работал в компании по производству печатных машинок, а мать была секретаршей. С ранних лет Беверли училась пению и игре на фортепиано.
Когда ей было 14 лет, Беверли стала выступать на радио сразу в нескольких программах. Как отмечалось в газете The Scranton Times от 9 января 1942 года: «В течение нескольких лет она была всё больше и больше востребована в качестве певицы программ для различных групп в нашем городе и в Данморе. Когда несколько недель назад она вместе с родителями проходила собеседование в Нью-Йорке со скаутом по поиску талантов кинокомпании Metro-Goldwyn-Mayer, он был поражён не только её способностями, но также её свежестью и простотой».
В конце 1941 года своими выступлениями она привлекла внимание Голливуда. Как отметила Валери Нельсон в «Лос-Анджелес Таймс», «её голос, поставленный за годы пения в хоре Методистской церкви Данмора, произвёл впечатление на больших людей из Metro-Goldwyn-Mayer. Тайлер прошла кинопробы в нью-йоркском офисе MGM, после чего в 14-летнем возрасте отправилась вместе с родителями в Голливуд, где подписала с кинокомпанией семилетний контракт. Беверли стала посещать школу при киностудии и ждать своего шанса».

## Карьера в кинематографе
Её первой работой в кино была эпизодическая роль в комедии об охотниках за автографами «Самая молодая профессия» (1943), где она снялась под именем Беверли Джин Сол . После этого фильма актрисе дали более привлекательное артистическое имя Беверли Тайлер.
Уже с новым именем она сыграла эпизодическую роль певицы в студенческом мюзикле «Лучшие ножки вперёд» (1943) с Люсиль Болл в главной роли. По словам Нельсон, «это была единственная роль Тайлер, где она пела сама, хотя MGM знала, что у неё был богатый опыт пения на радио».
Так как, по словам Эрин Нисси, у Тайлер не было особенных ролей, студия отпустила её в творческий отпуск, чтобы она могла сыграть главную женскую роль в бродвейском мюзикле на музыку Айры Гершвина и Курта Вайля «Смутьян из Флоренции» (март-апрель 1945, 43 представления). Как сообщила газета Scranton Times от 24 декабря 1944 года: «Мисс Тайлер получила роль после того, как Айра Гершвин и Курт Вайлль прослушали нескольких классических певиц на эту роль». Однако «спектакль не имел успеха» и был закрыт через месяц после премьеры. Тем не менее, «после премьеры известный музыкант Оскар Левант сказал актрисе: „Вы самая талантливая молодая певица, которую я когда-либо видел на сцене“».
По возвращении в Голливуд Тайлер обратила на себя внимание в главной роли шотландской девушки в сентиментальной мелодраме «с былым красавцем Томом Дрейком в „Зелёные годы“ (1946), который, как утверждала актриса, стал её любимым фильмом». Как написала Scranton Times 10 марта 1946 года, Тайлер получила роль в этом фильме, после того, как на кинопробах кто-то из руководителей MGM описал её как «молодую Грир Гарсон». Как было отмечено в связи с этой картиной в газете «Лос-Анджелес Таймс» в 1946 году, «то, что отличает актрис от желающих ими стать, профессионалов от тех, кому это обещают, всё это у Тайлер есть».
В 1947 году в паре с Питером Лоуфордом она играла главную роль в лёгкой комедии «Мой брат говорит с лошадьми» (1947), за которой последовал фантастический фильм о ядерном оружии «Начало или конец» (1947), где она сыграла жену учёного (Том Дрейк), разработавшего ядерную бомбу, который гибнет во время её сборки.
В 1949 году Тайлер выступала в качестве приглашённой солистки Симфонического оркестра Сан-Франциско под управлением Миклоша Рожи, а в 1950 году играла главную роль на лос-анджелесской сцене в мюзикле Ирвинга Берлина «Мисс Свобода» (1950).
После трёхлетнего отсутствия Тайлер вернулась на экран в 1950 году, сыграв в главной женской роли в спортивном триллере «Огненный шар» (1950) с Микки Руни, а затем — ещё в одном фильме про лошадей «Паломино»(1950).
В декабре 1951 года в ходе Корейской войны Тайлер выезжала в Корею, где выступала с концертами перед американскими солдатами.
В 1952 году Тайлер сыграла главную женскую роль в паре с Оди Мёрфи в вестерне «Симаррон Кид» (1952), за которой последовала роль в вестерне «Битва на Перевале апачей» (1952). В обоих фильмах на предстала как «бескорыстная возлюбленная главного героя в суровых условиях».
В 1957 году она сыграла важную роль в фильме нуар «Секреты Чикаго» (1957). Историк кино Майкл Кини обратил внимание на её игру в роли ключевой «свидетельницы защиты, которую профсоюзные бандиты с помощью угроз заставляют изменить свои показания». В 1957 году Тайлер также снялась на Гавайах в экзотическом фильме ужасов «Остров вуду», сыграв секретаршу исследователя сверхъестественных явлений (Борис Карлофф), который прибыл на остров для исследования серии таинственных смертей.
В 1958 году Тайлер исполнила главную женскую роль в шпионском триллере «Секреты Гонконга» (1958) с Джином Барри в главной роли. Её последним фильмом был вестерн «Самый крутой стрелок Тумстоуна» (1958).

## Карьера на телевидении
Как пишет Нисси, «когда Золотая эпоха Голливуда рассеялась, и телевидение вышло на первый план, Тайлер оказалось сложно получать роли».
В 1950-е годы она много работала на телевидении, часто играя певиц в программах варьете. Всего за период с 1950 по 1961 год она сыграла в 25 различных сериалах, среди них «Серебряный театр» (1950), «Время музыкальной комедии» (1950), «Опасное задание» (1952), «Театр звёзд „Шлитц“» (1953), «Театр у камина» (1954), «Кульминация» (1955), «Театр Дэймона Раниона» (1956), «Дни в Долине смерти» (1956), «Телевизионный театр „Форда“» (1956), «Бронко» (1958), «Опознание» (1958—1959), «Майк Хаммер» (1959), «Истории Уэллс-Фарго» (1959), «Стрелок Слейд» (1960), «Бонанза» (1961), «Шоу Энди Гриффита» (1961) и «Хейзел» (1961).
В 1954 году в течение одного сезона Тайлер играла свою наиболее значимую телероль журналистки Лорелей Килборн в криминальном сериале «Большой город» (1954).

## Актёрское амплуа и оценка творчества
Как отметил историк кино Гэри Брамбург «Беверли Тайлер отличали лучезарные голубые глаза, тёмно-каштановые волосы, пышная фигура, и мягкое, но мощное сопрано».
Нисси подчёркивает, что «именно её вокальные данные первоначально привлекли к ней внимание хозяев киностудий», хотя в дальнейшем она практически не получала ролей с пением. В 1940—1950-е годы Тайлер снялась в 16 фильмах, преимущественно категории В. Хотя Тайлер сыграла главные роли в нескольких фильмах в годы затухания Золотой эры Голливуда, однако особой известности она так и не достигла. Она часто играла роли подружек, возлюбленных и певиц.

## Личная жизнь
В 1946—1947 годах Тайлер вела активную светскую жизнь, встречаясь с такими известными актёрами, как Питер Лоуфорд, Джим Дейвис, Том Дрейк и Микки Руни, в 1950-е годы её кавалерами были также Оди Мёрфи и Рори Кэлхун.
Однако в итоге в 1962 году она вышла замуж за комедийного сценариста и режиссёра Джима Джордана-младшего. Родители Джордана были известными актёрами эстрадного жанра, выступавшими в популярной радиопрограмме «Фиббер Макги и Молли». В декабре 1963 года у пары родился сын Джеймс.
В 1972 году (по некоторым данным — в 1960-е годы)) пара переехала в Неваду и поселились на ранчо в пригороде Рино. Джим Джордан стал девелопером, а Тайлер 1980-е годы периодически выступала на сцене театра Рино. В декабре 1998 года Джим Джордан умер, вскоре после чего Тайлер перенесла инсульт.

## Смерть
Беверли Тайлер умерла от лёгочной эмболии 23 ноября 2005 года в больнице Рино, Невада, в возрасте 78 лет.
После смерти у Тайлер остался сын Джеймс У. Джордан и три падчерицы.

## Фильмография
| Год       |   | Русское название                  | Оригинальное название         | Роль                                                 |
| --------- | - | --------------------------------- | ----------------------------- | ---------------------------------------------------- |
| 1943      | ф | Самая молодая профессия           | The Youngest Profession       | Тайра Винтер (в титрах указана как Беверли Джин Сол) |
| 1943      | ф | Лучшие ножки вперед               | Best Foot Forward             | мисс Делавер Уотер Гэп, вокалистка                   |
| 1944      | ф | Прекрасная купальщица             | Bathing Beauty                | студентка (в титрах не указана)                      |
| 1946      | ф | Зелёные годы                      | The Green Years               | Элисон Кит как молодая женщина                       |
| 1947      | ф | Мой брат разговаривает с лошадьми | My Brother Talks to Horses    | Марта Стерлинг                                       |
| 1947      | ф | Начало или конец                  | The Beginning or the End      | Энн Кокран                                           |
| 1950      | ф | Паломино                          | The Palomino                  | Мария Гевара                                         |
| 1950      | ф | Огненный шар                      | The Fireball                  | Мэри Риверс                                          |
| 1950      | с | Серебряный театр                  | The Silver Theatre            | (1 эпизод)                                           |
| 1950      | с | Время музыкальной комедии         | Musical Comedy Time           | Сэлли Морган (1 эпизод)                              |
| 1951      | с | Театр «Бигелоу»                   | The Bigelow Theatre           | (1 эпизод)                                           |
| 1952      | ф | Симаррон Кид                      | The Cimarron Kid              | Кэрри Робертс                                        |
| 1952      | ф | Битва на Перевале апачей          | The Battle at Apache Pass     | Мэри Кирни                                           |
| 1952      | ф | Ночь без сна                      | Night Without Sleep           | певица (в титрах не указана)                         |
| 1952      | с | Опасное задание                   | Dangerous Assignment          | Сэфийе (1 эпизод)                                    |
| 1953      | с | Закон – это я                     | I'm the Law                   | (1 эпизод)                                           |
| 1953      | с | Театр звёзд «Шлитц»               | Schlitz Playhouse of Stars    | (1 эпизод)                                           |
| 1954      | с | Театр у камина                    | Fireside Theatre              | (1 эпизод)                                           |
| 1954      | с | Большой город                     | Big Town                      | Лорелей Килборн (2 эпизода)                          |
| 1954      | с | Звёздный дождь                    | Shower of Stars               | (1 эпизод)                                           |
| 1955      | с | Кульминация                       | Climax!                       | (1 эпизод)                                           |
| 1956      | с | Театр Деймона Раниона             | Damon Runyon Theater          | Флауэр Бразертоп (1 эпизод)                          |
| 1956      | с | Дни в долине смерти               | Death Valley Days             | Эвелин Нильсон (1 эпизод)                            |
| 1956      | с | Телевизионный театр «Форда»       | The Ford Television Theatre   | Бинни Хьюз (1 эпизод)                                |
| 1957      | ф | Секреты Чикаго                    | Chicago Confidential          | Сильвия Кларксон                                     |
| 1957      | ф | Остров вуду                       | Voodoo Island                 | Сара Адамс                                           |
| 1958      | ф | Самый крутой стрелок Тумстоуна    | The Toughest Gun in Tombstone | Делла Купер                                          |
| 1958      | ф | Секреты Гонконга                  | Hong Kong Confidential        | Фэй Уэллс                                            |
| 1958      | с | Бронко                            | Bronco                        | Айрин Лэнг (1 эпизод)                                |
| 1958—1959 | с | Опознание                         | The Lineup                    | разные роли (2 эпизода)                              |
| 1959      | с | Майк Хаммер                       | Mike Hammer                   | (1 эпизод)                                           |
| 1959      | с | Полковник Хамфри Флэк             | Colonel Humphrey Flack        | Пегги (1 эпизод)                                     |
| 1959      | с | Истории Уэллс-Фарго               | Tales of Wells Fargo          | Полли (1 эпизод)                                     |
| 1960      | с | Натянутый канат                   | Tightrope                     | Валери Харпер (1 эпизод)                             |
| 1960      | с | Стрелок Слейд                     | Shotgun Slade                 | Пичис (1 эпизод)                                     |
| 1961      | с | Бонанза                           | Bonanza                       | Мэри (1 эпизод)                                      |
| 1961      | с | Шоу Энди Гриффита                 | The Andy Griffith Show        | Глэдис «Мелисса» Стивенс (1 эпизод)                  |
| 1961      | с | Хейзел                            | Hazel                         | Филлис Бёркетт (1 эпизод)                            |